# Álvaro Grant
Álvaro Grant McDonald (San José, 13 de febrero de 1938) es un exfutbolista y  exentrenador costarricense. Es padre del también exfutbolista Álvaro Saborío.

## Trayectoria
Inició su carrera deportiva en 1953 con el Equipo Juvenil del Deportivo Saprissa. Posteriormente se vinculó a la Segunda División de Costa Rica en 1955 con el Club Sport Guadalupe y ya para 1956, jugaba en la Primera División de Costa Rica con el Club Sport Herediano. Con los florenses militó durante 17 temporadas hasta su retiro 1973, destacando el título de campeón obtenido en la temporada de 1961. Anotó 4 goles en la Primera División, marcando su primero el 31 de julio de 1960.
A nivel de selecciones nacionales disputó las eliminatorias de la Copa Mundial de Fútbol de 1962, 1966 y 1970. Además participó en la Campeonato Centroamericano y del Caribe de 1960 y 1961 (obteniendo el título de campeón en ambas ediciones), así como en el torneo NORCECA de 1963, 1965, 1969 y 1971 (obteniendo dos terceros lugares y un primer lugar en 1963 y 1969).
Como director técnico ha dirigido a clubes como la Asociación Deportiva San Carlos, Asociación Deportiva Limonense,  Municipal Puntarenas, Liga Deportiva Alajuelense y el Club Sport Herediano, así como la Selección de fútbol de Costa Rica. Sus logros más destacados como entrenador a nivel de clubes han sido los títulos de campeón de la Segunda División en 1978 con la San Carlos y de la Primera División con Alajuelense en 1984. Con la Selección de fútbol de Costa Rica dirigió la selección juvenil en 1980; a nivel mayor disputó la eliminatoria rumbo a la Copa Mundial de Fútbol de 1986 y la Copa de Oro de la Concacaf 1993, obteniendo el tercer lugar. Se retiró del banquillo de entrenador, el 21 de agosto de 1999.
Su máxima distinción individual ha sido la incorporación a la Galería Costarricense del Deporte en el 2009.

## Clubes

### Como jugador
| Club                 | País       | Año       |
| -------------------- | ---------- | --------- |
| Club Sport Herediano | Costa Rica | 1956-1973 |

### Como técnico
| Club                 | País       | Año       |
| -------------------- | ---------- | --------- |
| A.D San Carlos       | Costa Rica | 1978      |
| A.D Limonense        | Costa Rica | 1979-1981 |
| Municipal Puntarenas | Costa Rica | 1982-1983 |
| L.D Alajuelense      | Costa Rica | 1984      |
| C.S Herediano        | Costa Rica | 1994-1995 |

## Palmarés

### Títulos nacionales
| Título                         | Club                 | País       | Año  |
| ------------------------------ | -------------------- | ---------- | ---- |
| Primera División de Costa Rica | Club Sport Herediano | Costa Rica | 1961 |

### Títulos internacionales
| Título                                  | Equipo                  | País        | Año  |
| --------------------------------------- | ----------------------- | ----------- | ---- |
| Campeonato Centroamericano y del Caribe | Selección de Costa Rica | Cuba        | 1960 |
| Campeonato Centroamericano y del Caribe | Selección de Costa Rica | Costa Rica  | 1961 |
| Campeonato de Naciones de la Concacaf   | Selección de Costa Rica | El Salvador | 1963 |
| Campeonato de Naciones de la Concacaf   | Selección de Costa Rica | Costa Rica  | 1969 |

### Títulos nacionales
| Título                         | Club            | País       | Año  |
| ------------------------------ | --------------- | ---------- | ---- |
| Segunda División de Costa Rica | San Carlos      | Costa Rica | 1978 |
| Primera División de Costa Rica | L.D Alajuelense | Costa Rica | 1984 |

### Distinciones individuales
| Distinción                                        | Año  |
| ------------------------------------------------- | ---- |
| Once ideal histórico de Costa Rica según la IFFHS | 2021 |